# 20才 (アルバム)
『20才』（はたち）は、南沙織通算10枚目のスタジオ・アルバム。1974年12月10日発売。発売元はCBS・ソニー。

## 解説
LP帯コピー：シンシアの新しいページが、今始まる…
13thシングル「夜霧の街」とそのB面曲「青春が終る日」を含む10枚目。「夜霧の街」はアルバム・ヴァージョンの収録。イントロにナレーションが入る曲が多いのも特徴となっている。また、本人のコメントが記された「Cynthia 20才」という名のフォト集が封入された。
A面（1曲目から6曲目）とB面の前2曲（7、8曲目）はオリジナル楽曲。これまでは、ほぼ有馬三恵子・筒美京平コンビによるものであったが、本作より馬飼野康二や萩田光雄等、後期の音楽活動を支える面々が登場、松本隆がオリジナル楽曲を初提供したのも本アルバムである。B面の後半（9曲目から12曲目）は前アルバム『夏の感情』に続き、邦楽のカバーが収録されている（カバー曲は全て筒美京平作曲）。
35周年CD-BOX『Cynthia Premium』に収納された紙ジャケット盤には、「夜霧の街」のシングル・ヴァージョンと、アルバム未収録であった14thシングル「女性」とそのB面曲「人のあいだ」がボーナス・トラックとして収録された。
CDパッケージでの生産は中止されており、音楽配信でのみ購入が可能である。

## 収録曲

### オリジナル盤
1. 田園交響楽
  - 作詞: 松本隆　作曲・編曲: 馬飼野康二
2. 休日の午後
  - 作詞: さいとう大三　作曲・編曲: 萩田光雄
3. 卒業
  - 作詞: 松本隆　作曲・編曲: 馬飼野康二
4. 青春が終る日
  - 作詞: 有馬三恵子　作曲・編曲: 筒美京平
  - 13thシングル「夜霧の街」のB面曲。
5. フラワー・ショップ
  - 作詞: さいとう大三　作曲・編曲: 萩田光雄
6. 夜霧の街
  - 作詞: 有馬三恵子　作曲・編曲: 筒美京平
  - 13thシングル
7. 粉雪の慕情
  - 作詞: ちあき哲也　作曲・編曲: 水谷公生
8. 冬の星座
  - 作詞: ちあき哲也　作曲・編曲: 水谷公生
9. 誰も知らない
  - 作詞: 岩谷時子　作曲: 筒美京平　編曲: あかのたちお
  - 伊東ゆかり のカバー
10. さらば恋人
  - 作詞: 北山修　作曲: 筒美京平　編曲: あかのたちお
  - 堺正章 のカバー
11. あなたならどうする
  - 作詞: なかにし礼　作曲: 筒美京平　編曲: あかのたちお
  - いしだあゆみ のカバー
12. 夏しぐれ
  - 作詞: 松本隆　作曲: 筒美京平　編曲: あかのたちお
  - ALFIE のカバー

### Cynthia Premium盤
1. 田園交響楽
2. 休日の午後
3. 卒業
4. 青春が終る日
5. フラワー・ショップ
6. 夜霧の街
7. 粉雪の慕情
8. 冬の星座
9. 誰も知らない
10. さらば恋人
11. あなたならどうする
12. 夏しぐれ
13. 夜霧の街 -Single-（ボーナス・トラック）
  - 13thシングル。
14. 女性（ボーナス・トラック）
  - 作詞: 有馬三恵子、作曲: 筒美京平、編曲: 高田弘
  - 14thシングル。
15. 人のあいだ（ボーナス・トラック）
  - 作詞: 有馬三恵子、作曲・編曲: 筒美京平
  - 14thシングル「女性」のB面曲。

## 発売履歴
- 1974年12月10日 - LP
- 1997年07月21日 - CD （CD選書）
- 2006年06月14日 - CD-BOX（紙ジャケット・高音質マスターサウンド）